# Constitución Política de Costa Rica de 1917

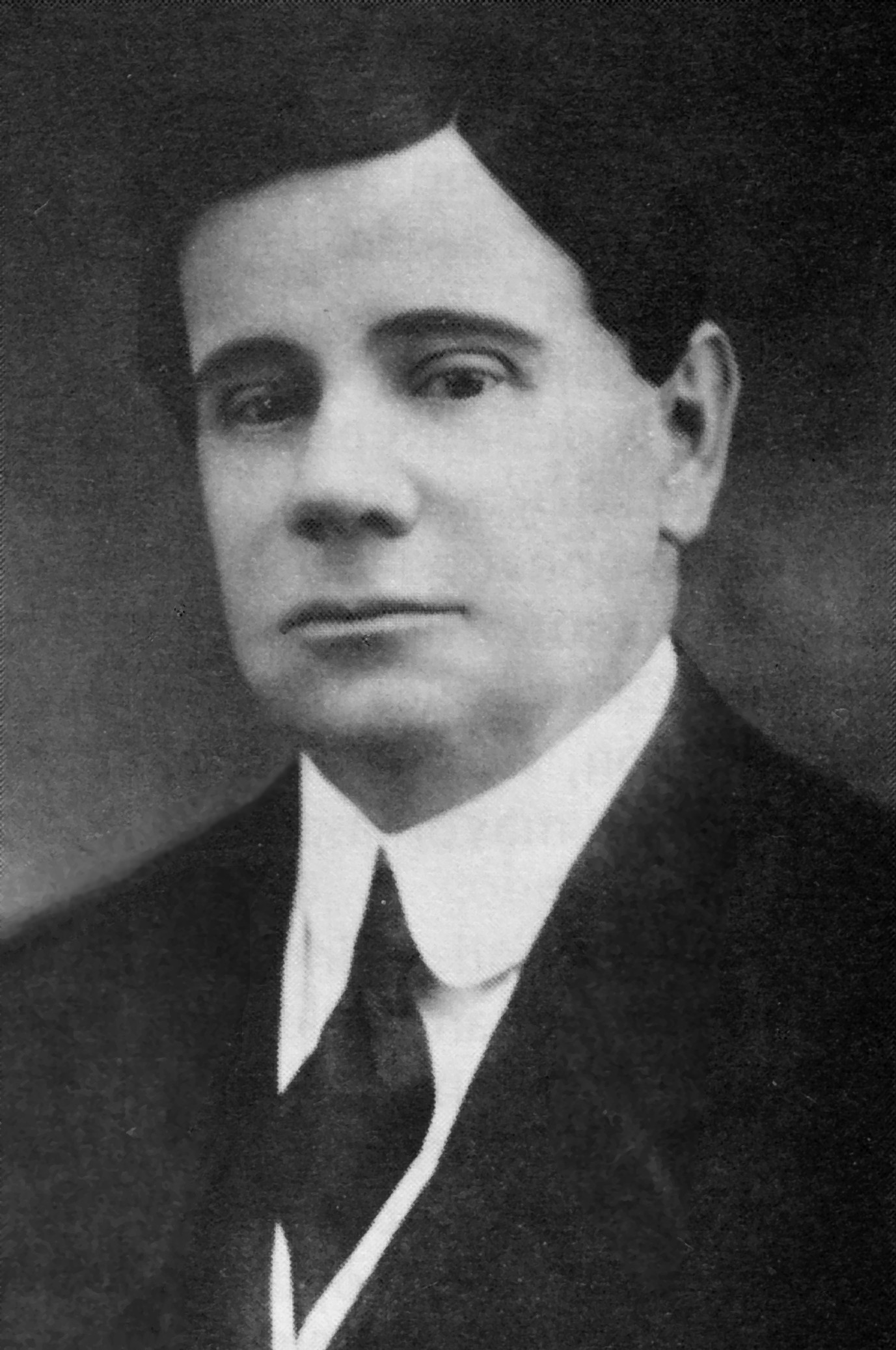
Federico Tinoco.

La Constitución Política de Costa Rica de 1917 fue una Constitución que estuvo vigente durante dos años; de 1917 a 1919. Fue promulgada por el dictador Federico Tinoco Granados tras el golpe de Estado que derrocó a Alfredo González Flores en 1917 y fue escrita por los expresidentes Bernardo Soto Alfaro, Rafael Iglesias Castro, Ascensión Esquivel Ibarra, Cleto González Víquez y Carlos Durán Cartín. Los expresidentes José Joaquín Rodríguez Zeledón y Ricardo Jiménez Oreamuno fueron invitados a participar del proceso como otros de su estatus, pero rechazaron hacerlo con diversas excusas.
Esta Constitución ha sido considerada por historiadores[¿quién?] como muy avanzada, en parte por el calibre de sus autores, además de contemplar un itinerario para retorno a la democracia con elecciones a partir de 1922.[cita requerida] Sin embargo  tuvo una existencia efímera ya que Tinoco fue derrocado por fuerzas opositoras poco después del asesinato de su hermano. El descrédito con que terminó su régimen afectó también la reputación de la Constitución, la que fue desechada por la que estuvo viente previamente desde 1871.[cita requerida]
La Constitución de 1917 establecía un parlamento bicameral con un Congreso de Diputados en el cual cada provincia elegía diputados de forma proporcional a su población y un Senado con tres senadores por provincia.